# Aníbal da Silva David
Aníbal da Silva David (6 de Maio de 1900, Santa Clara-a-Velha, Portugal - 1 de Julho de 1978, Restelo, Lisboa, Portugal), foi Vice-presidente da Câmara Municipal de Lisboa desde 27 de Maio de 1958 até 1972 e Vereador de 1951 a 1958, foi Procurador da Câmara Corporativa (1935-1974), tendo sido deputado da Câmara Corporativa, pelas entidades patronais, nas X Legislatura (20 de Março de 1970 - 28 de Dezembro de 1972) e na XI Legislatura (15 de Novembro de 1973 a 24 de Abril de 1974).

## Biografia
Tirou o curso de Cenografia do Conservatório Nacional, exerceu cumulativamente aos cargos político-administrativos a Presidência da Corporação do Comércio e Serviços [Presidentes da UACS (de 1960 a Maio de 1974)], atualmente União de Associações do Comércio e Serviços – UACS.

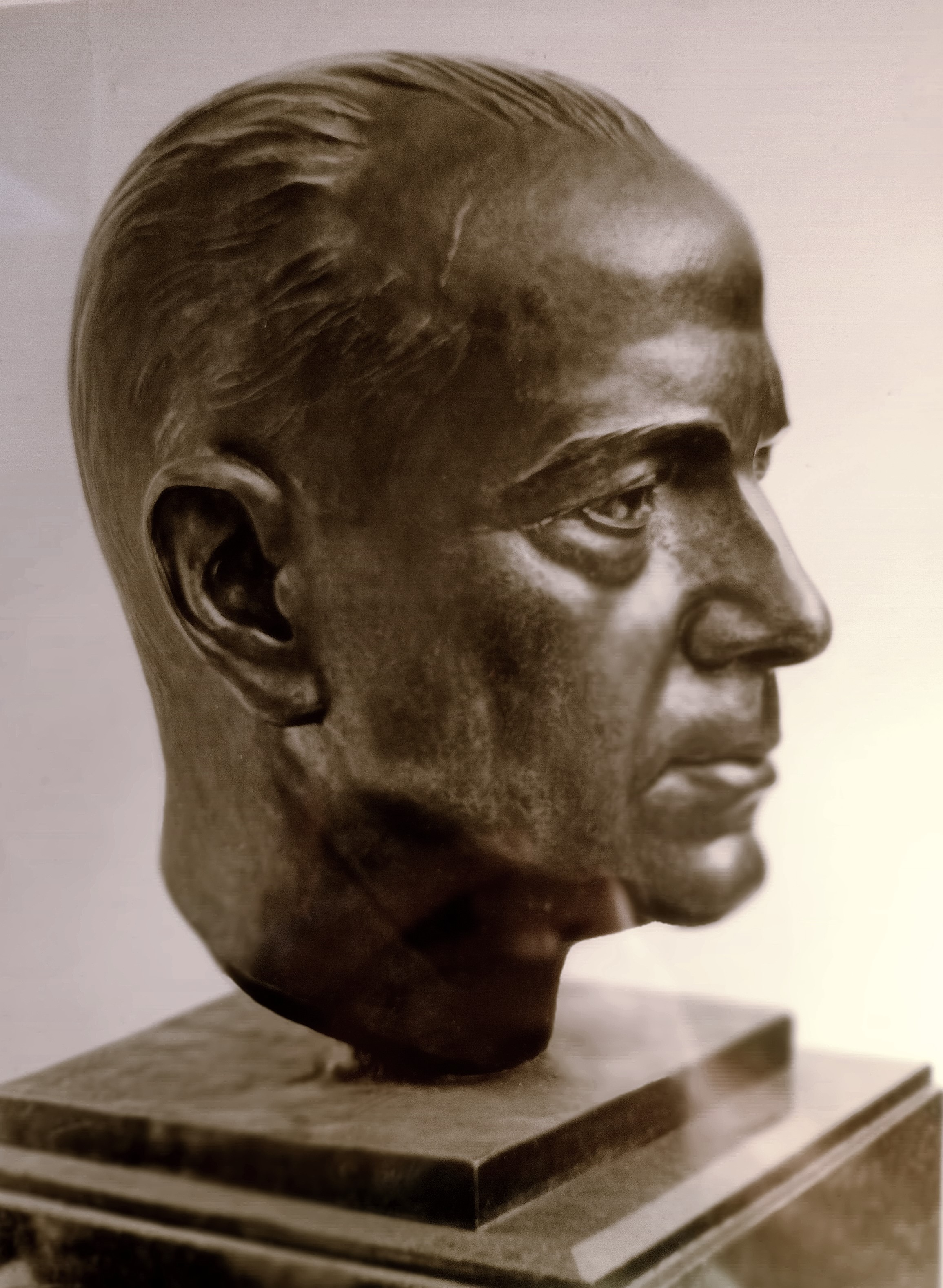
Busto de Aníbal da Silva David, escultor Leopoldo de Almeida, na sede da UACS

- Comendador da Ordem do Infante D. Henrique (15 de Junho de 1962)
- Comendador da Ordem do Mérito (12 de Janeiro de 1965)

A Sociedade de Geografia de Lisboa concedeu o estatuto de Sócio Efetivo, eleito por Diploma a 31 de Maio de 1965, sob o nº 17050.